# Бишофсайм
Бишофса́йм (фр. Bischoffsheim, нем. Bischoffsheim — Бишофсгейм) — коммуна на северо-востоке Франции в регионе Гранд-Эст (бывший Эльзас — Шампань — Арденны — Лотарингия), департамент Нижний Рейн, округ Мольсем, кантон Мольсем. До марта 2015 года коммуна административно входила в состав упразднённого кантона Росайм (округ Мольсем).
Площадь коммуны — 12,33 км², население — 3079 человек (2006) с тенденцией к росту: 3334 человека (2013), плотность населения — 270,4 чел/км².

## Население
Население коммуны в 2011 году составляло 3308 человек, в 2012 году — 3322 человека, а в 2013-м — 3334 человека.
| 1962 | 1968 | 1975 | 1982 | 1990 | 1999 | 2006 | 2008 | 2011 | 2012 | 2013 |
| ---- | ---- | ---- | ---- | ---- | ---- | ---- | ---- | ---- | ---- | ---- |
| 1477 | 1495 | 1819 | 2075 | 2176 | 2768 | 3079 | 3203 | 3308 | 3322 | 3334 |

Динамика населения:

## Экономика
В 2010 году из 2142 человек трудоспособного возраста (от 15 до 64 лет) 1638 были экономически активными, 504 — неактивными (показатель активности 76,5 %, в 1999 году — 73,3 %). Из 1638 активных трудоспособных жителей работали 1536 человек (784 мужчины и 752 женщины), 102 числились безработными (61 мужчина и 41 женщина). Среди 504 трудоспособных неактивных граждан 163 были учениками либо студентами, 191 — пенсионерами, а ещё 150 — были неактивны в силу других причин.

## Достопримечательности (фотогалерея)
- Церковь
- Колокольня
- Интерьер
- Часовня
- Здание мэрии
- Здание школы